# Eparchia di Adilabad
L'eparchia di Adilabad (in latino Eparchia Adilabadensis) è una sede della Chiesa cattolica siro-malabarese in India suffraganea dell'arcidiocesi di Hyderabad. Nel 2022 contava 17.800 battezzati su 2.966.000 abitanti.

## Territorio
L'eparchia comprende i distretti di Adilabad, Komaram Bheem Asifabad, Mancherial e Nirmal dello Stato indiano di Telangana. Ha giurisdizione su tutti i fedeli cattolici, indipendentemente dal rito di appartenenza.
Sede eparchiale è la città di Adilabad, dove si trova la cattedrale della Sacra Famiglia.
Il territorio si estende su 16.128 km² ed è suddiviso in 50 parrocchie.

## Storia
L'eparchia è stata eretta il 23 giugno 1999 con la bolla Ad aptius consulendum di papa Giovanni Paolo II, ricavandone il territorio dall'eparchia di Chanda.

## Cronotassi dei vescovi
Si omettono i periodi di sede vacante non superiori ai 2 anni o non storicamente accertati.
- Joseph Kunnath, C.M.I. (23 giugno 1999 - 6 agosto 2015 ritirato)
- Antony Prince Panengaden (6 agosto 2015 - 30 agosto 2024 nominato eparca di Shamshabad)

## Statistiche
L'eparchia nel 2022 su una popolazione di 2.966.000 persone contava 17.800 battezzati, corrispondenti allo 0,6% del totale.
| anno | popolazione | popolazione | popolazione | presbiteri | presbiteri | presbiteri | presbiteri                | diaconi | religiosi | religiosi | parrocchie |
| anno | battezzati  | totale      | %           | numero     | secolari   | regolari   | battezzati per presbitero | diaconi | uomini    | donne     | parrocchie |
| ---- | ----------- | ----------- | ----------- | ---------- | ---------- | ---------- | ------------------------- | ------- | --------- | --------- | ---------- |
| 2000 | 1.055       | 2.080.231   | 0,1         | 30         | 4          | 26         | 35                        |         | 32        | 101       | 9          |
| 2001 | 11.000      | 2.080.281   | 0,5         | 30         | 4          | 26         | 366                       |         | 34        | 110       | 20         |
| 2002 | 11.200      | 2.400.000   | 0,5         | 34         | 8          | 26         | 329                       |         | 29        | 112       | 20         |
| 2003 | 11.668      | 2.489.312   | 0,5         | 39         | 12         | 27         | 299                       |         | 30        | 121       | 20         |
| 2004 | 12.154      | 2.489.312   | 0,5         | 40         | 12         | 28         | 303                       |         | 31        | 130       | 20         |
| 2006 | 13.061      | 2.515.000   | 0,5         | 44         | 13         | 31         | 296                       |         | 39        | 141       | 23         |
| 2009 | 13.720      | 2.600.000   | 0,5         | 64         | 25         | 39         | 214                       |         | 43        | 153       | 31         |
| 2012 | 14.547      | 2.709.000   | 0,5         | 69         | 30         | 39         | 210                       |         | 56        | 164       | 32         |
| 2015 | 15.278      | 2.740.000   | 0,6         | 85         | 34         | 51         | 179                       |         | 69        | 179       | 36         |
| 2018 | 18.640      | 2.808.875   | 0,7         | 110        | 40         | 70         | 169                       |         | 88        | 248       | 39         |
| 2020 | 17.269      | 2.871.500   | 0,6         | 101        | 36         | 65         | 170                       |         | 91        | 208       | 50         |
| 2022 | 17.800      | 2.966.000   | 0,6         | 97         | 35         | 62         | 183                       |         | 77        | 228       | 50         |